# 潘中
潘中，字大本，浙江錢塘人，明朝官員、進士。
永樂二年（1404年），其中進士三甲第八名。后選為翰林院庶吉士，編撰永樂大典。授楚府伴讀，因性情鯁直，從官三十年，未有升遷。